# سكوت كيلي (سياسي)
سكوت كيلي (بالإنجليزية: Scott Kelly)‏ هو سياسي أمريكي، ولد في 20 سبتمبر 1927 في ماديسون في الولايات المتحدة، وتوفي في 3 أبريل 2005 في ليكلاند في الولايات المتحدة بسبب سرطان. حزبياً، نشط في الحزب الديمقراطي وFlorida Democratic Party ‏. وقد انتخب عضو مجلس ولاية فلوريدا.